# ISO 3166-2:FO
ISO 3166-2:FO è il sottogruppo dello standard ISO 3166-2 riservato alle isole Fær Øer, una nazione costitutiva del Regno di Danimarca.
Lo standard ISO 3166-2, seconda parte dello standard ISO 3166, pubblicato dall'Organizzazione internazionale per la normazione (ISO), è stato creato per codificare i nomi delle suddivisioni territoriali delle nazioni e delle aree dipendenti codificate nello standard ISO 3166-1.
Attualmente, nello standard ISO 3166-2 non è stato definito nessun codice per le isole Fær Øer. 
Il codice ISO 3166-1 alpha-2 ufficialmente assegnato alle isole Fær Øer è FO.